# جيمس إف. ماكغفرن
جيمس إف. ماكغفرن (بالإنجليزية: James F. McGovern)‏ هو شخصية أعمال ومحامي أمريكي، ولد في 1946 في دايتون في الولايات المتحدة.

## وصلات خارجية
- جيمس إف. ماكغفرن على موقع إن إن دي بي (الإنجليزية)